# 닌텐도 DSi웨어
닌텐도 DSi웨어(영어: Nintendo DSiWare, 일본어: ニンテンドーDSiウェア)는 닌텐도의 휴대용 게임기인 닌텐도 DSi, 닌텐도 3DS에 추가할 수 있는 소프트웨어 및 서비스 명칭이다.
DSi웨어의 소프트웨어는 모든 인터넷을 이용하여 구입 다운로드 판매 방식으로, DSi에 내장되어있는 닌텐도 DSi 숍과 3DS 닌텐도 e숍 등을 이용하여 구입한다.
DSi의 발매일인 2008년 11월 1일에 DSi웨어 제1탄으로 닌텐도 DSi 브라우저가 개시되었다. 그리고 2008년 12월 24일부터 본격적으로 소프트웨어 배포가 시작되었다.